# Special Air Service

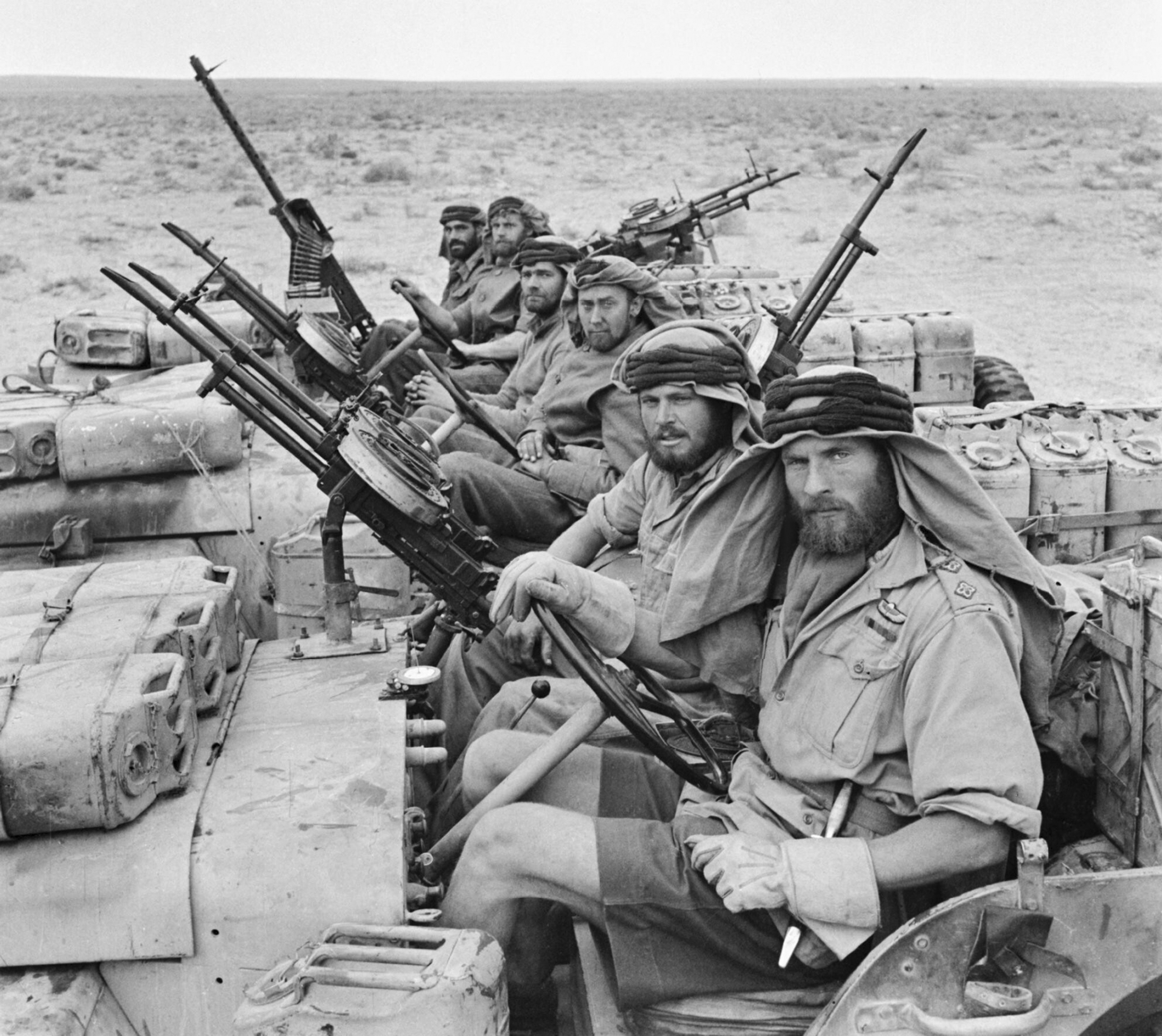
Patrol SAS na Pustyni Libijskiej w 1943 roku

Special Air Service (SAS) – elitarna jednostka specjalnego przeznaczenia British Army, stanowi trzon sił specjalnych współczesnych brytyjskich sił zbrojnych (United Kingdom Special Forces). Została założona w 1941 roku przez Davida Stirlinga, początkowo jej głównym zadaniem było przeprowadzanie ataków dywersyjnych za liniami wroga w trakcie działań w Afryce Północnej.
Motto SAS brzmi Who Dares Wins, co można przetłumaczyć jako: „Kto się ośmieli, zwycięży”.

## Historia
Historia pułku Armii Brytyjskiej Specjalnej Służby Powietrznej (SAS) rozpoczyna się wraz z jego sformowaniem podczas kampanii na pustyni Zachodniej w czasie II wojny światowej w Afryce i trwa do dziś.
Powstała z pomysłu porucznika Davida Stirlinga, który zakładał, żeby małe zespoły żołnierzy zrzucanych na spadochronach działały za liniami wroga, aby zdobyć informacje wywiadowcze, niszczyć wrogie samoloty, tabor samochodowy, oraz kolejowy, atakować trasy zaopatrzenia i wsparcia. Po spotkaniu z generałem dywizji Neilem Ritchie, zastępcą szefa sztabu, został przedstawiony nowemu dowódcy na Bliskim Wschodzie, generałowi Claude’owi Auchinleckowi. Plan spodobał się Auchinleckowi i został zatwierdzony przez Naczelne Dowództwo Armii. W tym czasie na Bliskim Wschodzie istniała już organizacja oszukująca, która chciała stworzyć widmową brygadę powietrznodesantową stanowiącą mylne zagrożenie dla planowania wroga. Ta jednostka zwodnicza została nazwana K Detachment Special Air Service Brigade, a zatem jednostka Stirlinga została oznaczona jako L Detachment Special Air Service Brigade. Początkowo składała się z pięciu oficerów i 60 żołnierzy innych stopni.
W 1941 powstał projekt insygniów nowej jednostki. Zaproponowano płonący miecz Excalibur, legendarną broń króla Artura. Jako motto: „Who Dares Wins”, które wydawało się zachować właściwą równowagę między męstwem i pewnością siebie. Skrzydła spadochronowe we wzorze SAS, zaprojektowane przez porucznika Jocka Lewesa, przedstawiały skrzydła skarabeusza ze spadochronem. Skrzydła miały być noszone na prawym ramieniu po ukończeniu szkolenia spadochronowego. Po trzech misjach były noszone na lewej piersi nad wstążkami medalowymi. Skrzydła, jak zauważył Stirling, „były traktowane jak medale same w sobie”.
Po intensywnym szkoleniu w obozie Kabrit nad Nilem Oddział L podjął pierwszą akcję, operację Squatter, którego zrzut spadochronowy za liniami wroga został wykonany w ramach wsparcia operacji Crusader. W nocy z 16 na 17 listopada 1941 zaatakowali lotniska w Gazali i Timimi. Ze względu na opór jednostek państw Osi i niekorzystne warunki pogodowe misja zakończyła się katastrofą, w której zginęło lub zostało schwytanych 22 żołnierzy (jedna trzecia składu grupy). Podczas drugiej akcji, L Detachment zwerbował ludzi z Layforce Commando, które było w trakcie rozwiązywania. Ich druga misja była bardziej udana; zostali przetransportowani przez Long Range Desert Group (LRDG) i zaatakowali trzy lotniska w Libii, niszcząc 60 samolotów bez strat własnych.

### 1942
Ich pierwszą misją w 1942 roku był atak na Bouerat, ważny port zaopatrzeniowy dla wojsk Rommla. Przetransportowane przez LRDG, spowodowały poważne szkody w porcie, zbiornikach na benzynę i obiektach magazynowych. Następnie w marcu miał miejsce atak na port w Benghazi z ograniczonym sukcesem, chociaż grupa rajdowa uszkodziła 15 samolotów w Al-Berka. W czerwcu 1942 nastąpiły akcje na lotnisko na Krecie w Heraklionie, Kasteli, Tympaki i Maleme, ale z sił atakujących w Heraklionie powrócił tylko major George Jellicoe. W lipcu 1942 Stirling dowodził wspólnym patrolem SAS/LRDG, który przeprowadził rajdy na lotniska Fuka i Mersa Matruh, niszcząc 30 samolotów oraz rajd na lotnisko Sidi Haneish.
W 1942 siły SAS zostały przeorganizowane w 1. pułk SAS i składały się z czterech zespołów brytyjskich, jednego zespołu Wolnej Francji, jednego zespołu greckiego i sekcji morskiej (SBS).
Działania we wrześniu obejmowały operację Agreement i dywersyjny rajd pod kryptonimem Bigamy. Bigamy, dowodzona przez Stirlinga i wspierana przez LRDG, była próbą zakrojonego na szeroką skalę ataku na Benghazi w celu zniszczenia portu i magazynów oraz ataku na lotniska w Beninie i Barce. Oddziały zostały jednak wykryte przez żołnierzy z blokady drogowej. Po utracie elementu zaskoczenia Stirling postanowił nie kontynuować ataku i nakazał wycofanie się.
Operacja Agreement była wspólną akcją SAS i LRDG, która musiała opanować odcinek plaży w Mersa Sciausc, aby główne siły mogły wylądować drogą morską. SAS z powodzeniem uniknął zdemaskowania przez wroga dzięki niemieckojęzycznym członkom Specjalnej Grupy Przesłuchań i zdobył Mersę Sciausc. Główne lądowanie nie powiodło się jednak z powodu ostrzału z ciężkich karabinów maszynowych, zmuszając siły desantowe i siły SAS/LRDG do poddania się.
Operacja Anglo, atak na dwa lotniska na wyspie Rodos, z którego wróciło tylko dwóch żołnierzy. Zniszczono trzy samoloty, skład paliwa i liczne budynki. Ocalali żołnierze SBS musieli ukrywać się na wsi przez cztery dni, zanim dotarli do oczekującej łodzi podwodnej.

### 1943
David Stirling został schwytany w styczniu 1943 w rejonie Gabès przez specjalną jednostkę anty-SAS utworzoną przez Niemców. Resztę wojny spędził jako jeniec wojenny, wielokrotnie uciekając przed przeniesieniem do zamku Colditz. Został zastąpiony jako dowódca 1. SAS przez Paddy’ego Mayne’a. W kwietniu 1943 1. SAS został zreorganizowany w Specjalny Zespół Desantowy pod dowództwem Mayne’a i Specjalny Zespół Łodzi pod dowództwem George’a Jellico. Eskadra Łodzi Specjalnych działała na Morzu Egejskim i na Bałkanach do końca wojny i została rozwiązana w 1945.
Specjalny Zespół Desantowy podczas operacji Husky odgrywał rolę komandosów w czasie lądowania na sycylijskich plażach. Podczas tych akcji ponieśli duże straty. Po zdobyciu Sycylii udali się do służby we Włoszech w nowo utworzonej 2. SAS, jednostce utworzonej w Algierii w maju 1943 przez starszego brata Stirlinga, podpułkownika Billa Stirlinga.
2. SAS po sformowaniu wspierał lądowanie aliantów na Sycylii. 10 lipca w ramach Operacji Narcissus (Operacja Narcyz) czterdziestoosobowy oddział wylądował na południowo-wschodnim wybrzeżu Sycylii w celu zdobycia tamtejszej latarni morskiej. Wbrew doniesieniom wywiadowczym obszar nie był obsadzony przez wojska Osi a pozycja nie stanowiła zagrożenia dla pobliskich lądowań w ramach operacji Husky. Żołnierze wycofali się bez oddania strzału.
We Włoszech kontynentalnych brali udział w Operacji Begonia, która była powietrznym odpowiednikiem morskiej operacji desantowej Jonquil. Od 2 do 6 października 1943 61 żołnierzy 2. SAS zostało zrzuconych na spadochronach między Anconą a Pescarą. Celem ich było odnalezienie zbiegłych jeńców wojennych w głębi kraju i zebranie ich na plażach w celu ich wywiezienia. Z powodu złej komunikacji pomiędzy grupami udało się wydostać nielicznych byłych jeńców.
Operacja Candytuft była przeprowadzona siłami 2. SAS w dniach 27 października do 2 listopada. Po opuszczeniu kutra przez 16 członków zespołu między Ankoną a Pescarą, głównym zadaniem było wysadzenie pociągu na linii przybrzeżnej, zerwanie linii telefonicznych i elektrycznych, oraz zaminowanie drogi nadmorskiej. Po wykonaniu zadania grupa, poza dwoma żołnierzami, którzy zostali schwytani przez Niemców, została ewakuowana z plaży przez kuter torpedowy.
Pod koniec roku Specjalna Eskadra Szturmowa powróciła do poprzedniego tytułu 1. SAS i wraz z 2. SAS została wycofana z Włoch i przekazana pod dowództwo 1 Dywizji Powietrznodesantowej.

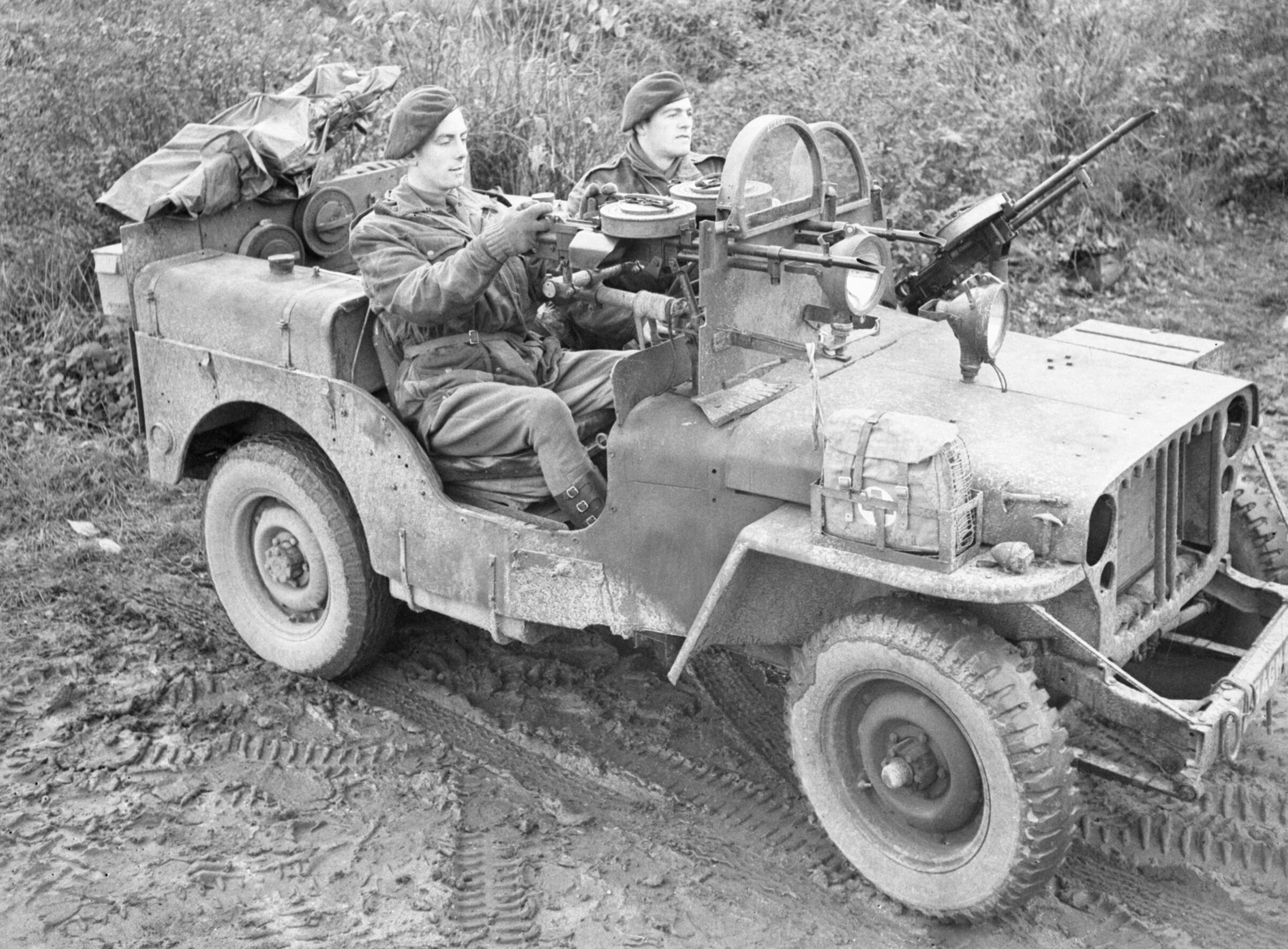
Jepp 1. SASw okolicy Geilenkirchen, Niemcy, 18 października 1944

### 1944
W marcu 1944 1. i 2. pułki SAS powróciły do Wielkiej Brytanii i dołączyły do nowo utworzonej Brygady SAS Korpusu Powietrznego Armii. Pozostałymi jednostkami Brygady były francuskie 3. i 4. SAS, belgijski 5. SAS i dywizjon F, który odpowiadał za łączność a dowódcą brygady był brygadier Roderick McLeod. Brygadzie nakazano wymianę beżowych beretów SAS na bordowe berety i oznaczenia na rękawach dla 1, 2, 3 i 4 SAS w kolorach sił powietrznodesantowych. Pułki francuskie i belgijskie również nosiły odznakę Airborne Pegasus. Brygada weszła teraz w okres szkolenia do udziału w inwazji na Normandię. Uniemożliwiono im prowadzenie działań do czasu rozpoczęcia inwazji przez 21. Grupę Armii. Ich zadaniem było wówczas powstrzymanie niemieckich posiłków kierujących się do strefy lądowania, poprzez zrzucenie ich na tyły linii frontu, by wspomóc francuski ruch oporu.
Wspierając inwazję, 144 żołnierzy 1. SAS wzięło udział w operacji Houndsworth między czerwcem a wrześniem, w rejonie Lyonu, Chalon-sur-Saône, Dijon, Le Creusot i Paryża. Ich celem było zakłócenie niemieckich linii komunikacyjnych, koordynacja działań francuskiego ruchu oporu i opóźnianie przemieszczania się niemieckich posiłków na przyczółki w Normandii, zwłaszcza 2 Dywizji Pancernej SS Das Reich. W czasie operacji „Houndsworth” wykolejono sześć pociągów, przecięto 22 linie kolejowe, zniszczono 70 pojazdów, 220 niemieckich żołnierzy zostało zabitych lub rannych, a około 3000 członków francuskiego ruchu oporu zaopatrzono w broń.
W czerwcu 178 żołnierzy francuskiego SAS i 3000 członków francuskiego ruchu oporu wzięło udział w operacji Dingson. Jednak zostali rozproszeni po zaatakowaniu ich obozu przez Niemców. Francuskie SAS były również zaangażowane w operację Cooney, operację Samwest i operację Lost w tym samym okresie.
W tym samym czasie 56 żołnierzy 1. SAS wzięło udział w operacji Bulbasket w rejonie Poitiers. Odnieśli pewien sukces, zanim zostali zdradzeni i otoczeni przez przeważające siły niemieckie zostali rozproszeni; zaginęło 36 żołnierzy SAS, z których 32 zostało schwytanych i straconych przez Niemców.

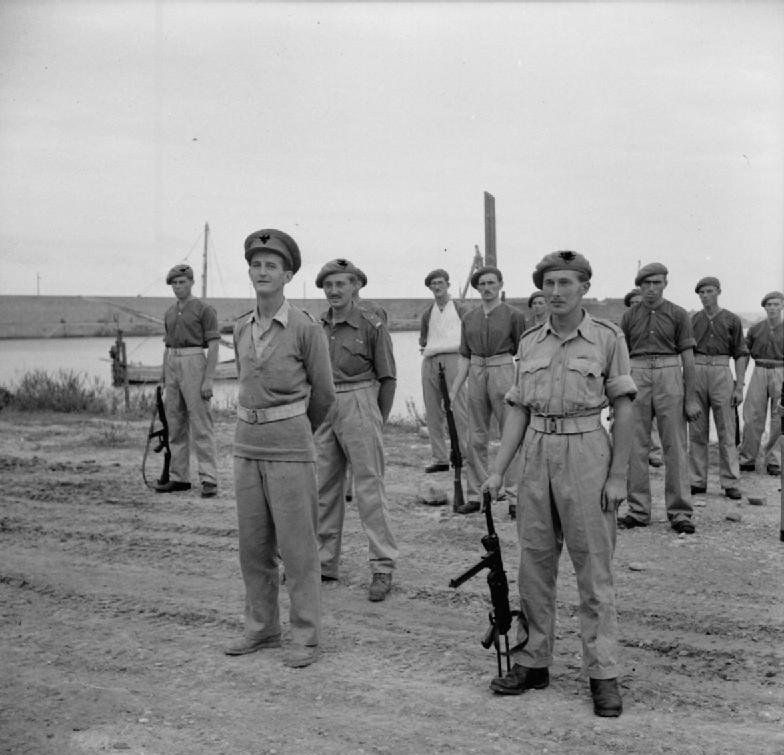
Kapitan Roy Farran trzymający niemiecki pistolet maszynowy pistolet maszynowy MP 40 zdobyty we Włoszech

### 1945
W marcu dowództwo brygady przejął były dowódca czinditów, brygadier Mike Calvert. 3. i 4. SAS Wolnych Francuzów razem z brytyjskim SAS brały udział w operacji Amherst w kwietniu. Operacja rozpoczęła się od zrzutu 700 spadochroniarzy w nocy 7 kwietnia. Drużyny rozproszyły się, aby zdobyć i chronić kluczowe obiekty przed Niemcami, przede wszystkim mosty nad holenderskimi kanałami, śluzy, lotniska i utrudniać przemieszczanie się sił niemieckich.
We Włoszech w okolicy Monte Cusna Reggio Emilia siły SAS między 4 marca i 23 kwietnia przeprowadziły operację Tombola, podczas której zrywano tory, ostrzeliwano kolumny wroga na drogach i zaatakowano sztab niemieckiego LI Korpusu Strzelców Górskich. W czasie operacji ewakuowano wielu lotników ukrywających się wśród sił włoskiego ruchu oporu i ludności cywilnej.
Druga wojna światowa w Europie zakończyła się 8 maja i do tego czasu brygada SAS poniosła 330 ofiar, ale zabiła lub zraniła 7733 i wzięła do niewoli 23 000 wrogich żołnierzy. W tym samym miesiącu 1. i 2. SAS zostały wysłane w ramach operacji Doomsday do Norwegii w celu rozbrojenia ponad 300-tysięcznego garnizonu niemieckiego a 5. SAS znajdował się w Danii i Niemczech w operacjach kontrwywiadu. Brygada została wkrótce potem rozwiązana. We wrześniu belgijski 5. SAS został przekazany zreformowanej armii belgijskiej. 1 października 3 i 4 francuskie SAS zostały przekazane armii francuskiej, a 8 października brytyjskie 1 i 2 pułki SAS zostały rozwiązane i przekształcone w pułk armii terytorialnej, co doprowadziło do sformowania regularnego 22 Pułku Armii SAS. Od tego czasu SAS brał udział w większości wojen Wielkiej Brytanii.

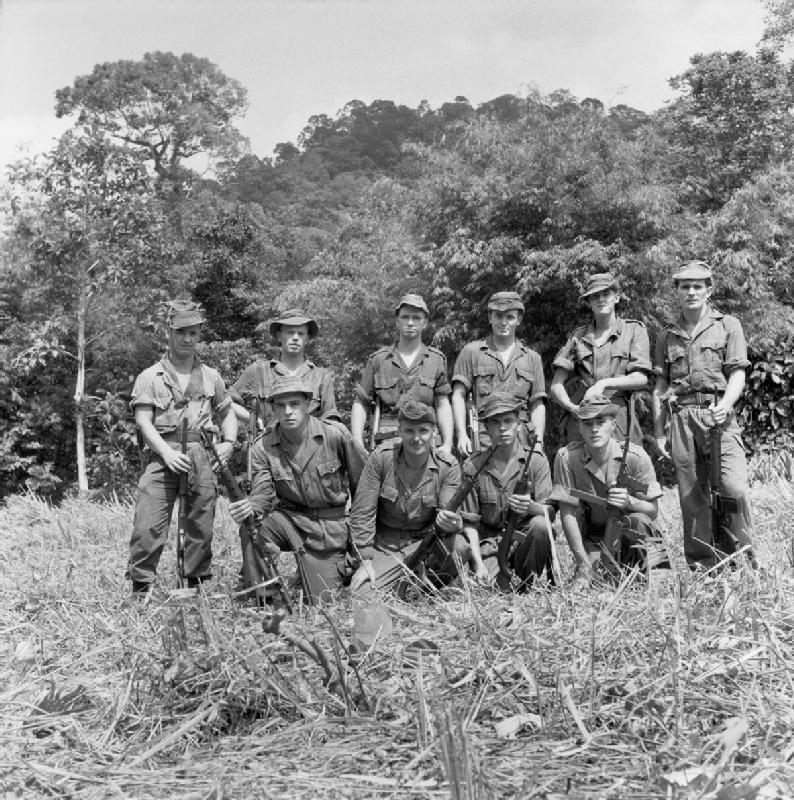
Komandosi 22 Pułku Armii SAS na Malajach w 1957

Po wojnie SAS zostały rozwiązane i przekształcone w pułk Armii Terytorialnej, co następnie doprowadziło do utworzenia regularnego 22 Pułku Armii SAS. Od tego czasu SAS brał udział w większości wojen Wielkiej Brytanii: (Oman i Borneo, żołnierze SAS szkolili i pomagali siłom rządowym Omanu w walce z komunistyczną partyzantką – bitwa o Mirbat 19 lipca 1972, konflikt w Irlandii Północnej 1958–1972, oswobodzenie ambasady Iranu w Londynie 5 maja 1980, wojna o Falklandy, wojna kambodżańsko-wietnamska, II wojna w Zatoce Perskiej, wojna w Bośni i Hercegowinie, wojna w Kosowie, interwencja w Sierra Leone – operacja Barras, wojna w Afganistanie (2001–2021), międzynarodowa interwencja przeciwko Państwu Islamskiemu, wojna domowa w Libii).

## Opis
Obecnie istnieją trzy jednostki o nazwie SAS: 22 Professional Regiment of the Special Air Service – zawodowa jednostka wojskowa oraz 21 SAS (The Artists) i 23 SAS będące formacjami Armii Terytorialnej (ang. TA). Dwie pozostałe skupiają osoby zgłaszające się ochotniczo do służby w armii terytorialnej, stanowią naturalną bazę uzupełniania stanów osobowych w sytuacjach tego wymagających, na rzecz jednostki zawodowej. Służą w nich ludzie, którzy w swym czasie wolnym – a są to najczęściej wybrane weekendy – odbywają przysposobienie do działań bojowych. Podobny system przyjęli Australijczycy dla swojej bliźniaczej jednostki SASR.
Pułk SAS (22 SAS) jest główną formacją specjalną Armii Brytyjskiej, pełni także bardziej specjalistyczną rolę szeroko rozumianej formacji do walki z terrorem i organizowania przedsięwzięć ratunkowych. Pomimo iż nie jest jednostką ściśle antyterrorystyczną, ukierunkowaną wyłącznie na operacje o profilu CT/HRU zalicza się do liderów tej formy działań specjalnych.
Swego rodzaju wielozadaniowość w zakresie operacji specjalnych o najwyższym priorytecie stanowi inspirację dla centralnie podporządkowanych formacji specjalnych tworzonych współcześnie, tj.: polski GROM, kanadyjski JTF2, niemieckie KSK. Zdolność do wykonywania szerokiego spektrum działań bojowych o najwyższym priorytecie poza obszarem kraju, możliwości prowadzenia wywiadu we własnym zakresie (do pewnego stopnia), to idee leżące u podstaw tworzenia ww. formacji.
Brytyjczycy są konsultantami w swej dziedzinie, między innymi ze względu na doświadczenie oraz intensywne i wszechstronne szkolenie, mimo że wobec rosnącego wyrafinowania i skomplikowania sposobów walki terrorystów obecnie przeważają poglądy o koniecznej specjalizacji, np. w dziedzinie uwalniania zakładników. Wyrazem tego są chociażby operacje zwane PROM: na dużych obiektach ze znaczną liczbą zakładników.

## Struktura
Omawiana jednostka spełnia rolę głównej formacji do uwalniania zakładników w najpoważniejszych incydentach w Wielkiej Brytanii i poza jej granicami. Stąd każdy ze szwadronów pełni przez kilka miesięcy (rotacyjnie) rolę dyżurnego oddziału CT/HRU. Istnieje możliwość podzielenia go wówczas na dwa zespoły regularnie się zmieniające, tak by utrzymać stałą gotowość. Przydaje się to podczas prawdziwych działań bojowych, bo długie oczekiwanie na decyzję o rozwiązaniu siłowym wyczerpuje operatorów. Niejednokrotnie muszą pozostać w bezruchu całe godziny, dźwigając nawet ponad 40 kg wyposażenia, w maskach p-gaz., hełmach itd.
Odbiciem opisywanej elastyczności szkolenia SAS w jego strukturze, jest organizacja poszczególnych pododdziałów i całej jednostki. Składa się ona z: dowódców i sztabu, komórki analitycznej, komórki wywiadowczej, szwadronu łączności, szwadronu zapasowego i CRWW – skrzydła ds. zwalczania działań wywrotowych, a przede wszystkim z czterech szwadronów bojowych. Każdy z nich składa się z dowódcy w stopniu majora i czterech plutonów bojowych dowodzonych przez kapitana. Liczą one 16 żołnierzy, a każdy z plutonów w takim szwadronie skupia specjalistów od działań: na pojazdach – rajdy w głąb terytorium kontrolowanego przez nieprzyjaciela; powietrznych – skoki spadochronowe na „wolne otwarcie”; wodnych – na zbiornikach wodnych śródlądowych, choć nie tylko, co pokazały działania na Falklandach; górskich – operowanie w wysokich górach, w warunkach bardzo niskich temperatur. W ten sposób 22SAS ma cztery zespoły zdolne realizować teoretycznie niezależnie od siebie operacje w dowolnym terenie, mając jednocześnie wykwalifikowanych, wyspecjalizowanych w danej dziedzinie żołnierzy do poszczególnych zadań – naturalnie każdy z nich przechodzi standardowe szkolenie w działaniach w terenie otwartym, kursy CQB itd.
Każdy pluton z kolei opiera się na klasycznym dla filozofii Stirlinga zespole czteroosobowym, zwanym w slangu żołnierskim „cegłą”. Wielość umiejętności jakie musi w takich warunkach posiąść operator, sprawia, że szkolenie i zgrywanie trwa długo. Ocenia się, że na nabranie odpowiedniego poziomu potrzeba sześć do siedmiu lat.

## Rekrutacja
Kwalifikacje do CQB (Close Quarter Battle) zdobywa się w tzw. Killing House, który jest budynkiem, gdzie całe pododdziały w kompletnym rynsztunku ćwiczą scenariusze operacji. Stosuje się amunicję bojową i takież materiały wybuchowe. Realizm zwiększa zagrożenie, ale i pozwala nabyć prawdziwych, a nie pokazowych umiejętności. Ograniczenia czasowe i środki pozoracji pola walki dają potrzebną symulację prawdziwego boju. Wymagania są wysokie: nawet do 4 sekund na opanowanie sytuacji w poszczególnych odbijanych pomieszczeniach, celne rażenie wroga i ewakuacja zakładników. Na potrzeby takich działań musiał powstać specjalistyczny sprzęt, np. łoża zintegrowane z latarkami do pm – Jednostka, jako jedna z nielicznych w świecie prowadzi cykliczne, podstawowe szkolenie w każdym środowisku klimatycznym dla wszystkich swych żołnierzy (m.in. dżunglowe w Malezji).

## Opis działań
Realizm, wysokie wymagania i poznawanie wszelkich środowisk walki pozwalają w toku szkolenia osiągnąć wysoką sprawność poszczególnych żołnierzy (zwanych współcześnie w takich jednostkach operatorami bojowymi) i zgranie wszelkich ogniw bojowych. Specyficznym testem takich umiejętności jest walka w bliskim dystansie, gdzie szybkość manewru i skuteczność ognia mają zasadnicze znaczenie. Walka w bliskim dystansie zaś następuje głównie w toku operacji wymierzonych w terrorystów i przy uwalnianiu zakładników.
Doświadczenie bojowe we wszelkich formach działań specjalnych sprawia, że jednostka jest wszechstronna. Pomaga to wydatnie w prowadzeniu działań związanych z uwalnianiem zakładników, czego przykładem jest udział i rola oddziału w operacji „Feuerzauber” w 1977 roku. Anglicy nie tylko dostarczyli granaty ogłuszające, ale i pomogli wypracować plan ataku oraz nadzorowali ćwiczenia ataku już w trakcie pościgu za samolotem Lufthansy na Bliskim Wschodzie, dzieląc się swą wiedzą w zakresie walki w ograniczonej przestrzeni. Następnie sami wzięli udział w natarciu na porwany samolot. Kreatywność doświadczonych instruktorów i wiedza wyniesiona z operacji w różnych środowiskach na całym niemal świecie okazała się bezcenna. Wymieniona elastyczność sprawia, że użycie formacji brane jest pod uwagę w każdej kampanii, w jaką zaangażowana jest Wielka Brytania.
Najbardziej znana akcja jednostki to uwolnienie 19 zakładników przetrzymywanych w irańskiej ambasadzie w Londynie. Akcja miała miejsce 5 maja 1980 roku i nosiła kryptonim „Nimrod”. Po 6 dniach przetrzymywania zakładników komandosi SAS uwolnili 19 osób. Dwoje zakładników poniosło śmierć podczas akcji odbijania ambasady. Istnieją pewne przesłanki, by twierdzić, że podczas ataku doszło nie tyle do zabicia w walce dwu spośród terrorystów, co do ich rozstrzelania. Na filmie nagranym podczas akcji widać, jak z pokoju w którym się znajdowali wyrzucana jest broń (prawdopodobnie polski PM-63) i wywieszana jest biała flaga. Prowadzone postępowanie wyjaśniające nie potwierdziło tej wersji wydarzeń, jednak świadkowie-zakładnicy przedstawiają swoją wersję tego zdarzenia (jeden z irańskich dyplomatów). SAS brał udział w akcjach Loughall i Flavius na Gibraltarze, obie w 1988 roku.
SAS razem z Sayeret Matkal brał udział w operacji odbicia zakładników na terytorium wroga w toku operacji Barras zrealizowanej w Sierra Leone w 2000 roku.
Do gamy tzw. profili działań składających się m.in. na możliwości 22SAS, dodać należy tzw. działania wyprzedzające, związane z czynnym przeciwdziałaniem aktom terroru.

## Uzbrojenie
- Pistolety:
  - Browning HP
  - SIG-Sauer P226/228
  - Glock 18
  - Glock 17C
  - USP
- Strzelby:
  - Franchi SPAS 12
  - Remington 870
- Pistolety maszynowe:
  - Warianty MP5:
    - MP5A3
    - MP5SD
    - MP5K

  - Ingram M11
  - P90
- Karabinki:
  - M4A1
  - Colt Canada C7
  - Colt Canada C8
  - H&K G3
  - G41
  - G36
  - L1A1 SLR
  - Steyr AUG
- Karabiny maszynowe i CKM:
  - Minimi
  - Browning M2
  - L7A2 GPMG – brytyjską odmianę sławnego ukm FN MAG konstrukcji Ernesta Vervier'a
- Karabiny snajperskie:
  - H&K PSG-1
  - L96
  - Barret M82A1
- Granatniki:
  - Granatnik M79
  - M72 (LAW)
  - M19 Automatic Grenade Launcher

## Skandal w Iraku
18 kwietnia 2011 roku opublikowano film przedstawiający komandosów Special Air Service znęcających się nad Irakijczykiem. Jak opowiada źródło jednej z gazet, komandosi regularnie wywlekali cywilów z domów i bili ich. Nagranie przesłał redakcji brytyjskiego dziennika były żołnierz tej formacji, a zarazem świadek zdarzenia. Przyznał, że był przerażony faktem bicia i znęcania się, a film wykradł z laptopa oprawcy. 
W maju 2025 dziennikarze BBC ujawnili, że uzyskali zeznania weteranów wojennych SAS, którzy z drastycznymi szczegółami opisali makabryczne sceny z Iraku i Afganistanu, gdzie elitarni żołnierze SAS z zimną krwią mordowali ludzi we śnie i dokonywali egzekucji na pojmanych i skutych jeńcach, także małoletnich.